# داون غاندي
داون غاندي (بالإنجليزية: Dawn Gandy) هي عدائة المسافات المتوسطة بريطانية، ولدت في 28 يوليو 1965 في ساوثهامبتون في المملكة المتحدة.

## وصلات خارجية
- داون غاندي على موقع الاتحاد الدولي لألعاب القوى (الإنجليزية)